# Onthophagus proteus
Onthophagus proteus là một loài bọ cánh cứng trong họ Bọ hung (Scarabaeidae).